# Giro d'Itàlia de 2011
El Giro d'Itàlia de 2011 és la noranta-quatrena edició del Giro d'Itàlia i es disputà entre 7 i el 29 de maig de 2011, amb un recorregut de 3.480 km distribuïts en 21 etapes, dues d'elles contrarellotge individual i una per equips. Aquesta era la catorzena prova de l'UCI World Tour 2011. La presentació del recorregut, amb inici a Venaria Reale, Piemont, i final a Milà, es feu el 23 d'octubre de 2010 a Torí.
El Giro 2011 va estar marcat per la mort en cursa del belga Wouter Weylandt (Team Leopard-Trek), després una caiguda en el descens del Passo del Bocco durant la disputa de la tercera etapa. Aquest fet va dur a la neutralització de la quarta etapa i la posterior retirada del seu equip, Team Leopard-Trek, i el seu amic Tyler Farrar. En record al ciclista l'organització va decidir retirar el número que duia Weylandt en aquest Giro, el 108.
Inicialment la victòria final fou per l'espanyol Alberto Contador (Saxo Bank-Sungard), que d'aquesta manera aconseguia el seu segon Giro després de l'aconseguit el 2008. Al mateix temps havia guanyat dues etapes que l'havien ajudat a guanyar la classificació per punts. L'italià Michele Scarponi (Lampre-ISD) acabà segon de la general a sis minuts i deu segons, mentre que el sicilià Vincenzo Nibali (Liquigas-Cannondale) fou el tercer, a quasi set minuts del vencedor. El txec Roman Kreuziger (Astana Qazaqstan Team) fou sisè i millor jove (menys de 25 anys), mentre que l'italià Stefano Garzelli (Acqua & Sapone) s'adjudicà el mallot de millor escalador. La classificació dels equips per temps fou guanyada per l'Astana Qazaqstan Team, mentre que per punts el vencedor fou el Lampre-ISD.
Amb tot el febrer de 2012 el Tribunal d'Arbitratge de l'Esport va decidir, després del seu control positiu per clenbuterol al Tour de França de 2010, que perdia tots els resultats des d'aquella prova. Amb aquesta sanció se li retirà la victòria al Giro del 2011, per la qual cosa Scarponi passà a ser el vencedor de la cursa i de la classificació per punts.

## Equips participants
El Giro d'Itàlia forma part delWorld Tour, i per aquest motiu els 18 equips ProTour hi prenen part. Per altra banda l'organització va decidir convidar 5 equips continentals professionals, per tal de formar un pilot de 23 equips. Els equips convidats són: Acqua & Sapone, Androni Giocattoli, Colnago-CSF Inox, Farnese Vini-Neri Sottoli i Geox-TMC.
| Núm.    | Codi | Equip               |
| ------- | ---- | ------------------- |
| 1-9     | ASA  | Acqua & Sapone      |
| 11-19   | ALM  | AG2R La Mondiale    |
| 21-29   | AND  | Androni Giocattoli  |
| 31-39   | BMC  | BMC Racing Team     |
| 41-49   | COG  | Colnago-CSF Inox    |
| 51-59   | EUS  | Euskaltel–Euskadi   |
| 61-69   | GEO  | Geox-TMC            |
| 71-79   | THR  | Team HTC-High Road  |
| 81-89   | KAT  | Team Katusha        |
| 91-99   | LAM  | Lampre-ISD          |
| 101-109 | LEO  | Team Leopard-Trek   |
| 111-119 | LIQ  | Liquigas-Cannondale |

| Núm.    | Codi | Equip                     |
| ------- | ---- | ------------------------- |
| 121-129 | MOV  | Movistar Team             |
| 131-139 | OLO  | Omega Pharma-Lotto        |
| 141-149 | AST  | Astana Qazaqstan Team     |
| 151-159 | FAR  | Farnese Vini-Neri Sottoli |
| 161-169 | QST  | QuickStep Cycling Team    |
| 171-179 | RAB  | Rabobank ProTeam          |
| 181-189 | SBS  | Saxo Bank-Sungard         |
| 191-199 | SKY  | Team Sky                  |
| 201-209 | GRM  | Garmin-Cervélo            |
| 211-219 | RSH  | Team RadioShack           |
| 221-229 | VCD  | Vacansoleil-DCM           |

## Favorits

### Per la classificació general
Alberto Contador (Saxo Bank-Sungard), vencedor de cinc de les sis grans voltes en què ha pres part, és el gran favorit per a la victòria final. Els principals rivals seran l'italià Michele Scarponi (Lampre-ISD) i el sicilià Vincenzo Nibali (Liquigas-Cannondale), vencedor de la Volta a Espanya de l'any passat. Altres ciclistes amb possibilitat de fer un bon paper i lluitar per les places principals són el rus Denís Ménxov (Geox-TMC), vencedor del Giro d'Itàlia de 2009 i 3r al Tour de França de l'any passat, el basc Igor Antón (Euskaltel–Euskadi) i el català Joaquim Rodríguez (Team Katusha).

### Els esprintadors
El manx Mark Cavendish (Team HTC-High Road), l'estatunidenc Tyler Farrar (Garmin-Cervélo), el lígur Alessandro Petacchi (Lampre-ISD), el vènet Sacha Modolo (Colnago-CSF Inox), l'espanyol Francisco Ventoso (Movistar Team), l'eslovè Borut Bozic (Vacansoleil-DCM) i l'australià Robbie McEwen (Team RadioShack) són els principals esprintadors que prenen part en una edició amb poques opcions per l'esprint.

## Recorregut
| Etapa     | Data       | Recorregut                              |                         | km                   | Vencedor d'etapa                                   | Líder de la general                                |
| --------- | ---------- | --------------------------------------- | ----------------------- | -------------------- | -------------------------------------------------- | -------------------------------------------------- |
| 1a etapa  | 7 de maig  | Venaria Reale - Torí                    | Etapa plana             | 19,3 (CRE)           | Team HTC-High Road                                 | Marco Pinotti                                      |
| 2a etapa  | 8 de maig  | Alba - Parma                            | Etapa plana             | 244                  | Alessandro Petacchi                                | Mark Cavendish                                     |
| 3a etapa  | 9 de maig  | Reggio de l'Emília - Rapallo            | Etapa de mitja muntanya | 173                  | Ángel Vicioso                                      | David Millar                                       |
| 4a etapa  | 10 de maig | Quarto dei mille - Liorna               | Etapa plana             | 216                  | Etapa neutralitzada en homenatge a Wouter Weylandt | Etapa neutralitzada en homenatge a Wouter Weylandt |
| 5a etapa  | 11 de maig | Piombino - Orvieto                      | Etapa de mitja muntanya | 191                  | Pieter Weening                                     | Pieter Weening                                     |
| 6a etapa  | 12 de maig | Orvieto - Fiuggi Terme                  | Etapa trencacames       | 216                  | Francisco Ventoso                                  | Pieter Weening                                     |
| 7a etapa  | 13 de maig | Maddaloni - Montevergine di Mercogliano | Etapa de muntanya       | 110                  | Bart de Clercq                                     | Pieter Weening                                     |
| 8a etapa  | 14 de maig | Sarpi - Tropea                          | Etapa plana             | 217                  | Oscar Gatto                                        | Pieter Weening                                     |
| 9a etapa  | 15 de maig | Messina - Etna                          | Etapa de muntanya       | 169                  | Alberto Contador · José Rujano                     | Alberto Contador                                   |
|           | 16 de maig | (jornada de descans)                    | (jornada de descans)    | (jornada de descans) | (jornada de descans)                               | (jornada de descans)                               |
| 10a etapa | 17 de maig | Termoli - Teramo                        | Etapa plana             | 159                  | Mark Cavendish                                     | Alberto Contador                                   |
| 11a etapa | 18 de maig | Tortoreto Lido - Castelfidardo          | Etapa de mitja muntanya | 142                  | John Gadret                                        | Alberto Contador                                   |
| 12a etapa | 19 de maig | Castelfidardo - Ravenne                 | Etapa plana             | 184                  | Mark Cavendish                                     | Alberto Contador                                   |
| 13a etapa | 20 de maig | Spilimbergo - Grossglockner (AUT)       | Etapa de muntanya       | 167                  | José Rujano                                        | Alberto Contador                                   |
| 14a etapa | 21 de maig | Lienz (AUT) - Monte Zoncolan            | Etapa de muntanya       | 210                  | Igor Antón                                         | Alberto Contador                                   |
| 15a etapa | 22 de maig | Conegliano - Gardeccia/Val di Fassa     | Etapa de muntanya       | 229                  | Mikel Nieve                                        | Alberto Contador                                   |
|           | 23 de maig | (jornada de descans)                    | (jornada de descans)    | (jornada de descans) | (jornada de descans)                               | (jornada de descans)                               |
| 16a etapa | 24 de maig | Belluno - Nevegal                       | Etapa de muntanya       | 12,7 (CRI)           | Alberto Contador · Vincenzo Nibali                 | Alberto Contador                                   |
| 17a etapa | 25 de maig | Feltre - Tirano                         | Etapa de mitja muntanya | 230                  | Diego Ulissi                                       | Alberto Contador                                   |
| 18a etapa | 26 de maig | Morbegno - San Pellegrino Terme         | Etapa de mitja muntanya | 151                  | Eros Capecchi                                      | Alberto Contador                                   |
| 19a etapa | 27 de maig | Bèrgam - Macugnaga                      | Etapa de muntanya       | 209                  | Paolo Tiralongo                                    | Alberto Contador                                   |
| 20a etapa | 28 de maig | Verbania - Sestriere                    | Etapa de muntanya       | 242                  | Vassil Kirienka                                    | Alberto Contador                                   |
| 21a etapa | 29 de maig | Milà - Milà                             | Etapa plana             | 31,5 (CRI)           | David Millar                                       | Alberto Contador · Michele Scarponi                |

## Etapes
Etapa 1. Venaria Reale – Torí. 7 de maig de 2011. 19,3 km (CRI)
La primera etapa és una contrarellotge per equips, totalment plana, entre Venaria Reale i Torí.
L'equip vencedor fou el Team HTC-High Road, 	que superà en 10" Team RadioShack i en 22 al Liquigas-Cannondale. El primer líder de la classificació individual fou l'italià Marco Pinotti.
|    | Equip               | País          | Temps   |
| -- | ------------------- | ------------- | ------- |
| 1  | Team HTC-High Road  | Estats Units  | 20' 59" |
| 2  | Team RadioShack     | Estats Units  | + 10"   |
| 3  | Liquigas-Cannondale | Itàlia        | + 22"   |
| 4  | Omega Pharma-Lotto  | Bèlgica       | + 22"   |
| 5  | Garmin-Cervélo      | Estats Units  | + 24"   |
| 6  | Lampre-ISD          | Itàlia        | + 24"   |
| 7  | Rabobank ProTeam    | Països Baixos | + 26"   |
| 8  | Saxo Bank-Sungard   | Dinamarca     | + 30"   |
| 9  | Vacansoleil-DCM     | Països Baixos | + 37"   |
| 10 | Team Sky            | Regne Unit    | + 37"   |

|    | Ciclista            | Equip              | Temps   |
| -- | ------------------- | ------------------ | ------- |
| 1  | Marco Pinotti       | Team HTC-High Road | 20' 59" |
| 2  | Lars Bak            | Team HTC-High Road | m. t.   |
| 3  | Kanstantsín Siutsou | Team HTC-High Road | m. t.   |
| 4  | Mark Cavendish      | Team HTC-High Road | m. t.   |
| 5  | Craig Lewis         | Team HTC-High Road | m. t.   |
| 6  | Robbie McEwen       | Team RadioShack    | + 10"   |
| 7  | Tiago Machado       | Team RadioShack    | + 10"   |
| 8  | Fumiyuki Beppu      | Team RadioShack    | + 10"   |
| 9  | Bjorn Selander      | Team RadioShack    | + 10"   |
| 10 | Robert Hunter       | Team RadioShack    | + 10"   |

Etapa 2. Alba – Parma. 8 de maig de 2011, 244,0 km
Primera etapa en línia de la present edició i al mateix temps la més llarga de totes les que s'han de disputar, amb 244 km. El recorregut és gairebé pla, amb una única dificultat muntanyosa, el coll de Tobiano Castello, de 4a categoria, a manca de 34 km per a l'arribada.
L'etapa està marcada per una llarga escapada en solitari de 210 km de l'alemany Sebastian Lang (Omega Pharma-Lotto, que s'escapà al quilòmetre 4 i no fou agafat fins a 25 quilòmetres de l'arribada. La victòria d'etapa es decidí a l'esprint, sent guanyat per Alessandro Petacchi (Lampre-ISD), que superà Mark Cavendish (Team HTC-High Road). Cavendish es vestí amb el mallot de líder gràcies a les bonificacions.
|    | Equip               | País               | Temps      |
| -- | ------------------- | ------------------ | ---------- |
| 1  | Alessandro Petacchi | Lampre-ISD         | 5h 45' 40" |
| 2  | Mark Cavendish      | Team HTC-High Road | m. t.      |
| 3  | Manuel Belletti     | Colnago-CSF Inox   | m. t.      |
| 4  | Roberto Ferrari     | Androni Giocattoli | m. t.      |
| 5  | Borut Božic         | Vacansoleil-DCM    | m. t.      |
| 6  | Davide Appollonio   | Team Sky           | m. t.      |
| 7  | Tyler Farrar        | Garmin-Cervélo     | m. t.      |
| 8  | Robbie McEwen       | Team RadioShack    | m. t.      |
| 9  | Wouter Weylandt     | Team Leopard-Trek  | m. t.      |
| 10 | Matteo Montaguti    | AG2R La Mondiale   | m. t.      |

|    | Ciclista            | Equip              | Temps      |
| -- | ------------------- | ------------------ | ---------- |
| 1  | Mark Cavendish      | Team HTC-High Road | 6h 06' 27" |
| 2  | Kanstantsín Siutsou | Team HTC-High Road | + 12"      |
| 3  | Craig Lewis         | Team HTC-High Road | + 12"      |
| 4  | Marco Pinotti       | Team HTC-High Road | + 12"      |
| 5  | Lars Bak            | Team HTC-High Road | + 12"      |
| 6  | Alessandro Petacchi | Lampre-ISD         | + 16"      |
| 7  | Robbie McEwen       | Team RadioShack    | + 22"      |
| 8  | Fumiyuki Beppu      | Team RadioShack    | + 22"      |
| 9  | Iaroslav Popòvitx   | Team RadioShack    | + 22"      |
| 10 | Tiago Machado       | Team RadioShack    | + 22"      |

Etapa 3. Reggio de l'Emília – Rapallo. 9 de maig de 2011, 173,0 km
Etapa que duu el ciclistes des de la plana del Po fins a la costa mediterrània. Bona part de l'etapa és en terreny ascendent, tot i que sense grans desnivells, fins a assolir el Passo del Bocco (957 m), de 3a categoria, a 40 km per a l'arribada. A partir d'aquest punt l'etapa es complica, amb un llarg descens que duu els ciclistes fins a Chiavari, on comença l'ascensió a la cota de Madonna delle Grazie, de 4a categoria, i a tan sols 9 km per a l'arribada a Rapallo.
En els primers quilòmetres els equips dels esprintadors controlen l'etapa per evitar que una possible escapada agafés massa temps. Finalment seran quatre els homes que formaran l'escapada del dia: Davide Ricci Bitti (Farnese Vini), Ángel Vicioso (Androni Giacatolli), Bart de Clercq (Omega Pharma-Lotto) i el neoprofessional Gianluca Brambilla (Colnago-CSF Inox). Aconseguiran una màxima diferència de 5' 50", però l'ascens al Passo del Bocco farà que la diferència es redueixi ràpidament. Gianluca Brambilla fou el primer a passar pel coll, iniciant-se un ràpid i perillós descens, amb el gran grup a menys d'un minut. Finalment els escapats foren agafats
Els escapats finalment van ser agafats abans de l'ascens a la darrera cota del dia, després d'un atac de Fabian Wegmann. Amb tot, un grup principal totalment desorganitzat pel llarg descens i algunes caigudes no va poder evitar que és un grup de 5 corredors mantingués 18 segons i que es jugués la victòria a l'esprint. Àngel Vicioso guanya a l'esprint, per davant de David Millar, el qual s'endú el mallot rosa. El grup del favorits arribà a 21 segons, encapçalat per Sacha Modolo.
Amb tot, el resultat final de l'etapa quedà totalment eclipsat per la greu caiguda que patí Wouter Weylandt (Team Leopard-Trek) durant el descens del Passo del Bocco que li causà la mort instantània.
Aquesta és la quarta mort en carrera que es produeix en la història del Giro d'Itàlia, després de les d'Orfeo Ponsin el 1952, Juan Manuel Santisteban, el 1976 i Emilio Ravasio el 1986.
|    | Ciclista            | Equip                  | Temps      |
| -- | ------------------- | ---------------------- | ---------- |
| 1  | Ángel Vicioso       | Androni Giocattoli     | 3h 57' 38" |
| 2  | David Millar        | Garmin-Cervélo         | m. t.      |
| 3  | Pablo Lastras       | Movistar Team          | m. t.      |
| 4  | Daniel Moreno       | Team Katusha           | m. t.      |
| 5  | Christophe Le Mével | Garmin-Cervélo         | m. t.      |
| 6  | Bram Tankink        | Rabobank ProTeam       | + 12"      |
| 7  | Jérôme Pineau       | QuickStep Cycling Team | + 12"      |
| 8  | Sacha Modolo        | Colnago-CSF Inox       | + 21"      |
| 9  | Fabio Taborre       | Acqua & Sapone         | + 21"      |
| 10 | Matteo Montaguti    | AG2R La Mondiale       | + 21"      |

|    | Ciclista            | Equip              | Temps       |
| -- | ------------------- | ------------------ | ----------- |
| 1  | David Millar        | Garmin-Cervélo     | 10h 04' 29" |
| 2  | Ángel Vicioso       | Androni Giocattoli | + 7"        |
| 3  | Kanstantsín Siutsou | Team HTC-High Road | + 9"        |
| 4  | Marco Pinotti       | Team HTC-High Road | + 9"        |
| 5  | Craig Lewis         | Team HTC-High Road | + 9"        |
| 6  | Christophe Le Mével | Garmin-Cervélo     | + 12"       |
| 7  | Alessandro Petacchi | Lampre-ISD         | + 13"       |
| 8  | Pablo Lastras       | Movistar Team      | + 18"       |
| 9  | Iaroslav Popòvitx   | Team RadioShack    | + 19"       |
| 10 | Tiago Machado       | Team RadioShack    | + 19"       |

Etapa 4. Quarto dei mille – Liorna. 10 de maig de 2011. 216,0 km
Etapa bàsicament plana que ressegueix la costa del golf de Gènova, amb dues petites dificultats muntanyoses, la primera d'elles al km 62 i la segona a tan sols 15 km per a l'arribada.
Després de la tragèdia viscuda en l'etapa anterior, amb la mort de Wouter Weylandt, els organitzadors del Giro van deixar via lliure als ciclistes perquè decidissin quina era la millor manera d'homenatjar el finat. Finalment es va escollir disputar l'etapa a marxa neutralitzada, on cada equip tirava del grup durant 10 km. Els encarregats d'encapçalar el gran grup en l'arribada foren els ciclistes del Team Leopard-Trek i Tyler Farrar (Garmin-Cervelo), el seu millor amic i company d'entrenaments, Les cerimònies i celebracions a l'arribada a Liorna foren cancel·lades, com ja s'havia fet el dia anterior a Rapallo.
El Team Leopard-Trek va decidir prendre la sortida "per respecte a la família del corredor i també per compartir el dolor amb una altra família com és el ciclisme", però en acabar aquesta va decidir abandonar en bloc. Abans de començar l'etapa Tyler Farrar (Garmin-Cervelo), el seu millor amic, ja havia decidit que abandonaria tan bon punt finalitzés l'etapa.
Les classificacions no van patir cap mena de canvi, ja que no es va atorgar cap punt ni es comptabilitzà el temps de les diferents classificacions. Les primes de la cursa foren enviades a la família.
Etapa 5. Piombino – Orvieto. 11 de maig de 2011. 191 km
Etapa de mitja muntanya, amb dos ports de tercera categoria en la segona part de l'etapa, i el pas per pistes forestals, de la mateixa manera com es feu en l'edició de 2010, a l'estil com la Monte Paschi Strade Bianche. L'arribada és en pujada, amb rampes del 15% a manca de 2 km per a l'arribada.
Després de la neutralització de la 4a etapa per la mort de Wouter Weylandt, la cursa es reprèn sense la presència de Tyler Farrar (Garmin-Cervelo), i la totalitat del Team Leopard-Trek. Al km 14, el suís Martin Kohler (BMC Racing Team) ataca en solitari, aconseguint una màxima diferència de 12' 40", moment en el qual els companys d'equip del líder, David Millar, comencen a reduir les diferències. A mesura s'acosten els trams de terra els equips dels favorits passen a l'acció per tal de situar els seus caps de fila en la millor posició possible de cara a evitar possibles accidents. A l'inici dels trams de terra Kohler sols disposa de 3', mentre que els favorits es mantenen en un segon terme, intentant evitar accidents. Al km 163 Przemyslaw Niemiec (Lampre-ISD), Bram Tankink (Rabobank ProTeam) intenten un atac, sent imitats per Stefano Garzelli (Acqua & Sapone), Dario Cataldo (QuickStep Cycling Team) i John Gadret (AG2R La Mondiale). Diverses incidències faran que aquesta escapada no tingui èxit, però poc després ho tornaran a intentar Pieter Weening (Rabobank ProTeam) i, novament, Gadret. Ambdós agafaran Kohler a 10 km de la meta, però Weening demostra ser el més fort arribant en solitari a la meta Orvieto. Per darrere els favorits arriben tots junts, mentre el fins aleshores líder, David Millar, perd 2' 49", cosa que fa que Weening es vesteixi amb la màglia rosa.
|    | Ciclista            | Equip                     | Temps      |
| -- | ------------------- | ------------------------- | ---------- |
| 1  | Pieter Weening      | Rabobank ProTeam          | 4h 54' 49" |
| 2  | Fabio Duarte        | Geox-TMC                  | + 8"       |
| 3  | José Serpa          | Androni Giocattoli        | + 8"       |
| 4  | Christophe Le Mével | Garmin-Cervélo            | + 8"       |
| 5  | Oscar Gatto         | Farnese Vini-Neri Sottoli | + 8"       |
| 6  | Vincenzo Nibali     | Liquigas-Cannondale       | + 8"       |
| 7  | Alberto Contador    | Saxo Bank-Sungard         | + 8"       |
| 8  | Michele Scarponi    | Lampre-ISD                | + 8"       |
| 9  | Joaquim Rodríguez   | Team Katusha              | + 8"       |
| 10 | Roman Kreuziger     | Astana Qazaqstan Team     | + 8"       |

|    | Ciclista            | Equip               | Temps       |
| -- | ------------------- | ------------------- | ----------- |
| 1  | Pieter Weening      | Rabobank ProTeam    | 14h 59' 33" |
| 2  | Marco Pinotti       | Team HTC-High Road  | + 2"        |
| 3  | Kanstantsín Siutsou | Team HTC-High Road  | + 2"        |
| 4  | Christophe Le Mével | Garmin-Cervélo      | + 5"        |
| 5  | Pablo Lastras       | Movistar Team       | + 22"       |
| 6  | Vincenzo Nibali     | Liquigas-Cannondale | + 24"       |
| 7  | Michele Scarponi    | Lampre-ISD          | + 26"       |
| 8  | Steven Kruijswijk   | Rabobank ProTeam    | + 28"       |
| 9  | Alberto Contador    | Saxo Bank-Sungard   | + 30"       |
| 10 | José Serpa          | Androni Giocattoli  | + 33"       |

Etapa 6. Orvieto – Fiuggi Terme. 12 de maig de 2011. 216 km
Etapa amb una sola petita dificultat muntanyosa puntuable (km 42), però amb un recorregut trencacames i un final en lleuger ascens.

## Classificacions finals

### Classificació general
|     | Ciclista            | Equip                 | Temps       |
| --- | ------------------- | --------------------- | ----------- |
| DSQ | Alberto Contador    | Saxo Bank-Sungard     | 84h 05' 14" |
| 1   | Michele Scarponi    | Lampre-ISD            | 84h 11' 24" |
| 2   | Vincenzo Nibali     | Liquigas-Cannondale   | + 46"       |
| 3   | John Gadret         | AG2R La Mondiale      | + 3' 54"    |
| 4   | Joaquim Rodríguez   | Team Katusha          | + 4' 55"    |
| 5   | Roman Kreuziger     | Astana Qazaqstan Team | + 5' 18"    |
| 6   | José Rujano         | Androni Giocattoli    | + 6' 02"    |
| 7   | Denís Ménxov        | Geox-TMC              | + 6' 08"    |
| 8   | Steven Kruijswijk   | Rabobank ProTeam      | + 7' 41"    |
| 9   | Kanstantsín Siutsou | Team HTC-High Road    | + 8' 00"    |
| 10  | Mikel Nieve         | Euskaltel–Euskadi     | + 9' 58"    |

|     | Ciclista           | Equip               | Temps |
| --- | ------------------ | ------------------- | ----- |
| 1   | Stefano Garzelli   | Acqua & Sapone      | 67    |
| DSQ | Alberto Contador   | Saxo Bank-Sungard   | 58    |
| 2   | José Rujano        | Androni Giocattoli  | 43    |
| 3   | Mikel Nieve        | Euskaltel–Euskadi   | 39    |
| 4   | Gianluca Brambilla | Colnago-CSF Inox    | 29    |
| 5   | Vassil Kirienka    | Movistar Team       | 24    |
| 6   | Emanuele Sella     | Androni Giocattoli  | 23    |
| 7   | Michele Scarponi   | Lampre-ISD          | 23    |
| 8   | Vincenzo Nibali    | Liquigas-Cannondale | 22    |
| 9   | Johnny Hoogerland  | Vacansoleil-DCM     | 21    |
| 10  | Jérôme Pineau      | Quick Step          | 20    |

|     | Ciclista          | Equip                   | Punts |
| --- | ----------------- | ----------------------- | ----- |
| DSQ | Alberto Contador  | Saxo Bank-Sungard       | 202   |
| 1   | Michele Scarponi  | Lampre-ISD              | 122   |
| 2   | Vincenzo Nibali   | Liquigas-Cannondale     | 121   |
| 3   | José Rujano       | Androni Giocattoli      | 107   |
| 4   | John Gadret       | AG2R La Mondiale        | 97    |
| 5   | Joaquim Rodríguez | Team Katusha            | 87    |
| 6   | Roman Kreuziger   | Astana Qazaqstan Team   | 85    |
| 7   | Stefano Garzelli  | Acqua & Sapone          | 81    |
| 8   | Roberto Ferrari   | Androni Giocattoli      | 70    |
| 9   | Pablo Lastras     | Movistar Team           | 66    |
| 10  | Jan Bakelants     | Omega Pharma-Quick Step | 63    |

|    | Ciclista           | Equip                  | Temps        |
| -- | ------------------ | ---------------------- | ------------ |
| 1  | Roman Kreuziger    | Astana Qazaqstan Team  | 84h 16' 42"  |
| 2  | Steven Kruijswijk  | Rabobank ProTeam       | + 2' 23"     |
| 3  | Peter Stetina      | Garmin-Cervélo         | + 38' 41"    |
| 4  | Jan Bakelants      | Omega Pharma-Lotto     | + 43' 39"    |
| 5  | Bart de Clercq     | Omega Pharma-Lotto     | + 52' 57"    |
| 6  | Cayetano Sarmiento | Acqua & Sapone         | + 1h 06' 01" |
| 7  | Marcel Wyss        | Geox-TMC               | + 1h 07' 16" |
| 8  | Diego Ulissi       | Lampre-ISD             | + 1h 20' 14" |
| 9  | Robert Kiserlovski | Astana Qazaqstan Team  | + 1h 22' 10" |
| 10 | Kevin Seeldrayers  | QuickStep Cycling Team | + 1h 42' 22" |

|    | Equip                 | País       | Temps        |
| -- | --------------------- | ---------- | ------------ |
| 1  | Astana Qazaqstan Team | Kazakhstan | 252h 44' 52" |
| 2  | Movistar Team         | Espanya    | + 10' 00"    |
| 3  | AG2R La Mondiale      | França     | + 11' 23"    |
| 4  | Team Katusha          | Rússia     | + 24' 46"    |
| 5  | Geox-TMC              | Espanya    | + 38' 41"    |
| 6  | Saxo Bank-Sungard     | Dinamarca  | + 45' 23"    |
| 7  | Omega Pharma-Lotto    | Bèlgica    | + 1h 07' 35" |
| 8  | Acqua & Sapone        | Dinamarca  | + 1h 07' 57" |
| 9  | Euskaltel–Euskadi     | Espanya    | 1h 20' 35"   |
| 10 | Lampre-ISD            | Itàlia     | + 1h 24' 01" |

| \| \| Equip \| País \| Punts \| \| -- \| --------------------- \| ------------ \| ----- \| \| 1 \| Lampre-ISD \| Itàlia \| 338 \| \| 2 \| Androni Giocattoli \| Itàlia \| 299 \| \| 3 \| AG2R La Mondiale \| França \| 298 \| \| 4 \| Movistar Team \| Espanya \| 285 \| \| 5 \| Saxo Bank-Sungard \| Dinamarca \| 277 \| \| 6 \| Team HTC-High Road \| Estats Units \| 266 \| \| 7 \| Astana Qazaqstan Team \| Kazakhstan \| 242 \| \| 8 \| Liquigas-Cannondale \| Itàlia \| 239 \| \| 9 \| Team Katusha \| Rússia \| 202 \| \| 10 \| Acqua & Sapone \| Itàlia \| 194 \| | - Classificació de les metes volants : Jan Bakelants - Premi de la Combativitat : Alberto Contador Stefano Garzelli - Classificació Azzurri d'Itàlia: Alberto Contador José Rujano - Classificació Fuga Cervelo: Iaroslav Popòvitx - Premi del Fair-Play: Liquigas-Cannondale |              |       |
| | Equip | País         | Punts |
| 1 | Lampre-ISD | Itàlia       | 338   |
| 2 | Androni Giocattoli | Itàlia       | 299   |
| 3 | AG2R La Mondiale | França       | 298   |
| 4 | Movistar Team | Espanya      | 285   |
| 5 | Saxo Bank-Sungard | Dinamarca    | 277   |
| 6 | Team HTC-High Road | Estats Units | 266   |
| 7 | Astana Qazaqstan Team | Kazakhstan   | 242   |
| 8 | Liquigas-Cannondale | Itàlia       | 239   |
| 9 | Team Katusha | Rússia       | 202   |
| 10 | Acqua & Sapone | Itàlia       | 194   |

## Evolució de les classificacions
| Etapa | Vencedor                         | Classificació general                | Classificació dels punts             | Classificació de la muntanya | Classificació dels joves | Cl. per equips per temps | Cl. per equips per punts |
| ----- | -------------------------------- | ------------------------------------ | ------------------------------------ | ---------------------------- | ------------------------ | ------------------------ | ------------------------ |
| 1a    | Team HTC-High Road               | Marco Pinotti                        | no entregat                          | no entregat                  | Bjørn Selander           | Team HTC-High Road       | no entregat              |
| 2a    | Alessandro Petacchi              | Mark Cavendish                       | Alessandro Petacchi                  | Sebastian Lang               | Bjørn Selander           | Team HTC-High Road       | Lampre-ISD               |
| 3a    | Ángel Vicioso                    | David Millar                         | Alessandro Petacchi                  | Gianluca Brambilla           | Jan Bakelants            | Garmin-Cervélo           | Garmin-Cervélo           |
| 4a    | etapa neutralitzada              | David Millar                         | Alessandro Petacchi                  | Gianluca Brambilla           | Jan Bakelants            | Garmin-Cervélo           | Garmin-Cervélo           |
| 5a    | Pieter Weening                   | Pieter Weening                       | Alessandro Petacchi                  | Martin Kohler                | Steven Kruijswijk        | Garmin-Cervélo           | Garmin-Cervélo           |
| 6a    | Francisco Ventoso                | Pieter Weening                       | Alessandro Petacchi                  | Martin Kohler                | Steven Kruijswijk        | Movistar Team            | Garmin-Cervélo           |
| 7a    | Bart De Clercq                   | Pieter Weening                       | Alessandro Petacchi                  | Bart De Clercq               | Steven Kruijswijk        | Movistar Team            | Garmin-Cervélo           |
| 8a    | Oscar Gatto                      | Pieter Weening                       | Alessandro Petacchi                  | Bart De Clercq               | Steven Kruijswijk        | Movistar Team            | Garmin-Cervélo           |
| 9a    | Alberto Contador José Rujano     | Alberto Contador Kanstantsín Siutsou | Alberto Contador Alessandro Petacchi | Filippo Savini               | Roman Kreuziger          | Astana Qazaqstan Team    | Androni Giocattoli       |
| 10a   | Mark Cavendish                   | Alberto Contador Kanstantsín Siutsou | Alessandro Petacchi                  | Filippo Savini               | Roman Kreuziger          | Astana Qazaqstan Team    | Androni Giocattoli       |
| 11a   | John Gadret                      | Alberto Contador Kanstantsín Siutsou | Alessandro Petacchi                  | Filippo Savini               | Roman Kreuziger          | Astana Qazaqstan Team    | Androni Giocattoli       |
| 12a   | Mark Cavendish                   | Alberto Contador Kanstantsín Siutsou | Alessandro Petacchi                  | Filippo Savini               | Roman Kreuziger          | Astana Qazaqstan Team    | Androni Giocattoli       |
| 13a   | José Rujano                      | Alberto Contador Vincenzo Nibali     | Alberto Contador Roberto Ferrari     | Alberto Contador José Rujano | Roman Kreuziger          | Astana Qazaqstan Team    | Androni Giocattoli       |
| 14a   | Igor Antón                       | Alberto Contador Vincenzo Nibali     | Alberto Contador Michele Scarponi    | Alberto Contador José Rujano | Roman Kreuziger          | Astana Qazaqstan Team    | Lampre-ISD               |
| 15a   | Mikel Nieve                      | Alberto Contador Michele Scarponi    | Alberto Contador Michele Scarponi    | Stefano Garzelli             | Roman Kreuziger          | Astana Qazaqstan Team    | Lampre-ISD               |
| 16a   | Alberto Contador Vincenzo Nibali | Alberto Contador Michele Scarponi    | Alberto Contador Michele Scarponi    | Stefano Garzelli             | Roman Kreuziger          | Astana Qazaqstan Team    | Lampre-ISD               |
| 17a   | Diego Ulissi                     | Alberto Contador Michele Scarponi    | Alberto Contador Michele Scarponi    | Stefano Garzelli             | Roman Kreuziger          | Astana Qazaqstan Team    | Lampre-ISD               |
| 18a   | Eros Capecchi                    | Alberto Contador Michele Scarponi    | Alberto Contador Michele Scarponi    | Stefano Garzelli             | Roman Kreuziger          | Astana Qazaqstan Team    | Lampre-ISD               |
| 19a   | Paolo Tiralongo                  | Alberto Contador Michele Scarponi    | Alberto Contador Michele Scarponi    | Stefano Garzelli             | Roman Kreuziger          | Astana Qazaqstan Team    | Lampre-ISD               |
| 20a   | Vassil Kirienka                  | Alberto Contador Michele Scarponi    | Alberto Contador Michele Scarponi    | Stefano Garzelli             | Roman Kreuziger          | Astana Qazaqstan Team    | Lampre-ISD               |
| 21a   | David Millar                     | Alberto Contador Michele Scarponi    | Alberto Contador Michele Scarponi    | Stefano Garzelli             | Roman Kreuziger          | Astana Qazaqstan Team    | Lampre-ISD               |
| Final | Final                            | Alberto Contador Michele Scarponi    | Alberto Contador Michele Scarponi    | Stefano Garzelli             | Roman Kreuziger          | Astana Qazaqstan Team    | Lampre-ISD               |